# Kirył Hatawiec
Kirył Walerjewicz Hatawiec, błr. Кірыл Валер'евіч Гатавец, ros. Кирилл Валерьевич Готовец – Kiriłł Walerjewicz Gotowiec (ur. 25 czerwca 1991 w Mińsku) – białoruski hokeista, reprezentant Białorusi.

## Kariera
- Junior Mińsk (2007-2008)
- Shattuck St. Mary's Midget Prep (2008-2010)
- Cornell University (2010-2014)
- Milwaukee Admirals (2014)
- Rockford IceHogs (2014-2016)
  -  Indy Fuel (2014-2015)
- Dynama Mińsk (2016-2017)
- Manitoba Moose (2017-2018)
- Dynama Mińsk (2018-2020)
- Awangard Omsk (2020-)

Wychowanek klubu Junost' Mińsk, w strukturze którego grał początkowo w drużynie Junioraw sezonie 2007/2008. W 2008 został wybrany w drafcie do kanadyjskich rozgrywek juniorskich CHL przez klub Brandon Wheat Kings w 1 rundzie z numerem 39. W tym samym roku wyjechał do Ameryki Północnej i przez dwa latach grał w drużynie Shattuck St. Mary's Midget Prep. w lidze USHS-Prep. W tym czasie w 2009 najpierw w KHL Junior Draft 2009 został wybrany przez Dynama Mińsk (runda 1, numer 18). a wkrótce potem w drafcie NHL z 2009 został wybrany przez Tampa Bay Lightning (runda 7, numer 183). Od 2010 przez cztery sezonie występował w barwach drużyny Uniwersytetu Cornella w rozgrywkach NCAA. W tym czasie w kwietniu 2013 jego prawa zawodnicze przejął inny klub NHL; Chicago Blackhawks. W sezonie 2013/2014 w kwietniu 2014 został zawodnikiem klubu Milwaukee Admirals i rozegrał jeden mecz w rozgrywkach AHL. W lipcu 2014 został zawodnikiem Rockford IceHogs. W jego barwach grał w dwóch sezonach AHL, przy czym w edycji 2014/2015 równolegle był graczem zespołu w lidze ECHL. W lipcu 2016 został zawodnikiem Dynama Mińsk w rosyjskich rozgrywkach KHL. Z tą drużyną rozegrał sezon KHL (2016/2017). W lipcu 2017 przeszedł do kanadyjskiego klubu Manitoba Moose i rozegrał sezon AHL (2017/2018). W maju 2018 ponownie został zawodnikiem Dynama Mińsk. W maju 2020 przeszedł do Awangarda Omsk.
Występował w kadrach juniorskich kraju na turniejach mistrzostw świata do lat 18 edycji 2008 (Elita), 2009 (Dywizja I), mistrzostw świata do lat 20 edycji 2010, 2011 (Dywizja I). W kadrze seniorskiej uczestniczył w turniejach mistrzostw świata w 2010, 2011, 2014, 2016 (Elita).

## Sukcesy
Reprezentacyjne
- Awans do MŚ Elity do lat 18: 2009

Klubowe
- Puchar Gagarina – mistrzostwo KHL: 2021 z Awangardem Omsk
- Złoty medal mistrzostw Rosji: 2021 z Awangardem Omsk

Indywidualne
- KHL (2020/2021):
  - Trzecie miejsce w klasyfikacji strzelców wśród obrońców w fazie play-off: 3 gole